# Finances quàntiques
Les finances quàntiques són un camp de recerca interdisciplinari que aplica teories i mètodes desenvolupats per físics i economistes quàntics per resoldre problemes en finances. És una branca de l'econofísica. Avui s'estan explorant diverses aplicacions financeres com la detecció de fraus, l'optimització de carteres, la recomanació de productes i la predicció del preu de les accions mitjançant la informàtica quàntica.

## Model quàntic continu
La majoria de la investigació de preus d'opcions quàntiques se centra normalment en la quantificació de l'equació clàssica de Black-Scholes-Merton des de la perspectiva d'equacions contínues com l'equació de Schrödinger. Emmanuel Haven es basa en el treball de Zeqian Chen i altres, però considera el mercat des de la perspectiva de l'equació de Schrödinger. El missatge clau del treball de Haven és que l'equació de Black-Scholes-Merton és realment un cas especial de l'equació de Schrödinger on se suposa que els mercats són eficients. L'equació basada en Schrödinger que deriva Haven té un paràmetre ħ (que no s'ha de confondre amb el complex conjugat de h ) que representa la quantitat d'arbitratge que hi ha al mercat com a resultat d'una varietat de fonts que inclouen canvis de preu no infinitament ràpids, difusió d'informació no infinitament ràpida i riquesa desigual entre els comerciants. Haven argumenta que establint aquest valor adequadament, es pot obtenir un preu d'opció més precís, perquè en realitat, els mercats no són realment eficients.
Aquesta és una de les raons per les quals és possible que un model de preus d'opció quàntica sigui més precís que un de clàssic. Belal E. Baaquie ha publicat molts articles sobre finances quàntiques i fins i tot ha escrit un llibre que en reuneix molts. El nucli de la investigació de Baaquie i d'altres com Matacz són les integrals de camí de Richard Feynman.
Baaquie aplica integrals de camí a diverses opcions exòtiques i presenta resultats analítics comparant els seus resultats amb els resultats de l'equació de Black-Scholes-Merton que mostra que són molt similars. Edward Piotrowski et al. adoptar un enfocament diferent canviant la hipòtesi de Black–Scholes–Merton pel que fa al comportament de l'acció subjacent a l'opció. En lloc de suposar que segueix un procés de Wiener–Bachelier, assumeixen que segueix un procés d'Ornstein–Uhlenbeck. Amb aquesta nova hipòtesi, deriven un model de finançament quàntic així com una fórmula d'opció de compra europea.
Altres models com Hull–White i Cox–Ingersoll–Ross han utilitzat amb èxit el mateix enfocament en l'entorn clàssic amb derivats de tipus d'interès.  Andrei Khrennikov es basa en el treball de Haven i altres i reforça encara més la idea que la suposició d'eficiència del mercat feta per l'equació de Black-Scholes-Merton pot no ser adequada. Per donar suport a aquesta idea, Khrennikov es basa en un marc de probabilitats contextuals utilitzant agents com a forma de superar les crítiques d'aplicació de la teoria quàntica a les finances. Luigi Accardi i Andreas Boukas tornen a quantificar l'equació de Black–Scholes–Merton, però en aquest cas, també consideren que l'estoc subjacent té processos brownians i de Poisson.

## Model binomi quàntic
Chen va publicar un article el 2001, on presenta un model de preus d'opcions binomials quàntiques o simplement abreujat com a model binomi quàntic. Metafòricament parlant, el model de preus d'opcions binomials quàntiques de Chen (anomenat d'ara endavant com a model binomi quàntic) és per als models de finances quàntiques existents el que el model de preus d'opcions binomials clàssics de Cox–Ross–Rubinstein era per al model Black–Scholes–Merton: un model discretitzat i versió més senzilla del mateix resultat. Aquestes simplificacions fan que les teories respectives no només siguin més fàcils d'analitzar sinó també d'implementar en un ordinador.

### Model binomi quàntic multietapa
En el model de diversos passos, la fórmula de preus quàntics és:
{\displaystyle C_{0}^{N}=\mathrm {tr} [(\bigotimes _{j=1}^{N}\rho _{j}){[S_{N}-K]}^{+}]}
que és l'equivalent de la fórmula del model de preus d'opcions binomials Cox-Ross-Rubinstein de la següent manera:
{\displaystyle C_{0}^{N}=(1+r)^{-N}\sum _{n=0}^{N}{\frac {N!}{n!(N-n)!}}q^{n}{(1-q)}^{N-n}{[S_{0}{(1+b)}^{n}{(1+a)}^{N-n}-K]}^{+}}
Això demostra que suposant que les accions es comporten segons les estadístiques de Maxwell–Boltzmann, el model binomi quàntic efectivament col·lapsa al model binomi clàssic.
La volatilitat quàntica és la següent segons Keith Meyer:
{\displaystyle \sigma ={\frac {\ln {(1+x_{0}+{\sqrt {x_{1}^{2}+x_{2}^{2}+x_{3}^{2}}})}}{\sqrt {1/t}}}}

### Hipòtesi de Bose-Einstein
Les estadístiques de Maxwell–Boltzmann es poden substituir per les estadístiques quàntiques de Bose–Einstein donant lloc a la següent fórmula de preu d'opció:
{\displaystyle C_{0}^{N}=(1+r)^{-N}\sum _{n=0}^{N}\left({\frac {q^{n}{(1-q)}^{N-n}}{\sum _{k=0}^{N}q^{k}{(1-q)}^{N-k}}}\right){[S_{0}{(1+b)}^{n}{(1+a)}^{N-n}-K]}^{+}}
L'equació de Bose-Einstein produirà preus d'opcions que diferiran dels produïts per la fórmula de preus de les opcions de Cox-Ross-Rubinstein en determinades circumstàncies. Això es deu al fet que l'estoc es tracta com una partícula de bosó quàntic en lloc d'una partícula clàssica.